# Тулумбас
Тулумбас (туркм. Tulumbaz) — туркменский, турецкий, иранский, русский, украинский ударный музыкальный инструмент из семейства мембранофонов, разновидность литавр.
В Толковом словаре живого великорусского языка Владимира Даля сказано что Тулумба́с (м.) и тулумбасы (мн.) муз. большой турецкий барабан, в который бьют одною колотушкой, и турецкий барабан, тулумбасы, вдвое больше; его бьют в одну палку, колотушку. Применялся с XVII века как воинский сигнальный инструмент. Кто бьёт в тулумбас — Тулумба́сник.

## Конструкция
Тулумбас представляет собой горшкообразный или цилиндрический резонатор из металла, глины или дерева, обтянутый сверху толстой кожей. Бьют в тулумбас тяжелыми деревянными битами.

## Звучание
Звук инструмента — гулкий и низкий, очень громкий, издалека напоминающий выстрел из пушки.

## Использование
На Востоке тулумбас служил царским подарком полунезависимым владельцам, а китайские императоры жаловали его своим вассалам в знак особой милости.
Казаки Запорожской Сечи применяли для управления войском тулумбасы разных размеров. Небольшой привязывали к седлу, звук добывали рукояткой плети. В самый большой из тулумбасов били одновременно восемь человек. Громкие одиночные звуки набата вместе с гулом тулумбасов и пронзительной трескотней бубнов использовали для устрашения. В народе этот инструмент значительного распространения не получил. 